# Coleophora gaviaepennella
Coleophora gaviaepennella é uma espécie de mariposa do gênero Coleophora pertencente à família Coleophoridae.